# Felip Bau
Felip Bau (1950- 4 d'octubre de 2011) va ser un presentador de televisió i actor de doblatge valencià. Era fill de Pius Bau, el porter del València CF de 1936 a 1946.
Va treballar en diversos mitjans de comunicació del País Valencià, dels quals destaca especialment Canal 9. A l'ens públic va ser una de les cares més conegudes de la cadena durant la dècada dels anys 90 del segle xx. Entre d'altres, va presentar programes com ara L'hora de Salomé o Fem tele, junts amb Núria Roca. També va presentar els informatius de la casa i va posar veu al personatge de l'espai infantil Babalà.
Va combinar aquesta tasca amb la d'actor de doblatge, tant en valencià com en castellà. Entre els seus personatges més coneguts, hi havia la veu de Pere Picapedra, reemplaçant valencià d'Alan Reed.
Amb Charly Búfalo tocava en la banda musical La yaya canalla.